# Idol chino
Un idol chino es un tipo de artista creado para promocionarlo por su imagen, atractivo físico y personalidad en la cultura popular china. Los idol son principalmente cantantes (cualquiera como miembro de un grupo o como  solista), pero son también elegidos para otras funciones, como actores, bailarines, y modelos (a veces influido por los idols coreanos y japoneses). A diferencia de otras celebridades, los idol son promocionados a través de mercancías y campañas publicitarias por agencias de talento mientras mantienen una imagen pública cuidadosamente prolija y presencia en redes sociales, también una conexión emocional fuerte con una base de seguidores apasionada a través de conciertos y fanmeetings.

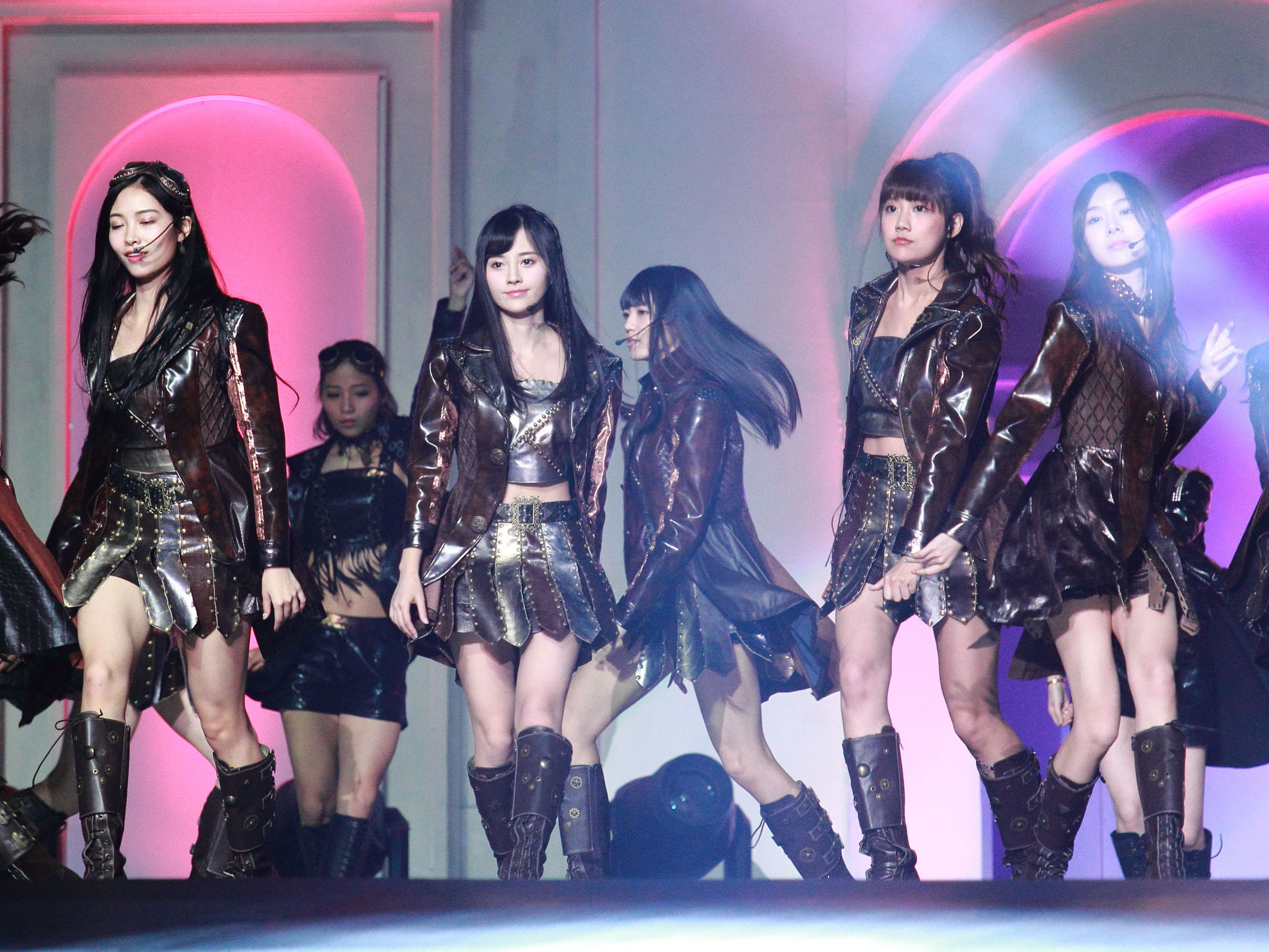
SNH48 en Hong Kong

## 2010s: El boom de losidols
La década de 2010 vio el aumento en popularidad de grupos idol de estilo japonés como SNH48 y otros como TFBoys y WayV. Grupos de idol coreanos como Exo, Suju-M y T-ARA también buscó una audiencia más grande a través de rendimientos en China. 
En los años siguientes, un número grande de grupos idol debutó, empezando lo que los medios de comunicación apodaron la Era del Ídolo. El 27 de enero, algunos miembros de SNH48 aparecieron en el CCTV durante la gala del año Nuevo 2017 como bailarinas durante un segmento con Coco Lee y JJ Lin. Esta era la primera aparición de un grupo de idol en un acontecimiento chino importante.

## Reality shows de supervivenciaidol
Siguiendo el éxito de la serie televisiva Super Girl en China, ha habido una carencia de grupos de chica idol en el mundo Sino-parlante. Así que había un mercado abierto en China para espectáculos de Supervivencia. En 2018  había muchos Reality Show de supervivencia idol, como Produce 101 (China) y idol Producer, a través de qué Rocket Girls 101 y Nine Percent debutó. Produce Camp 2019 se lanzó en 2019.
Hay dos marcas principales que tienen una presencia considerable en el entretenimiento chino. Son Idol Producer de IQIYI y Produce 101 China de Tencent.
El 2 de septiembre de 2021, la Administración Nacional de Radio y Televisión de China prohibió los Reality shows de supervivencia Idol, todo relacionado con controversias después de que el popular programa de talentos ídolos "Youth With You 3" fuera retirado del aire en mayo de 2021